# Заблоцкий, Владимир Николаевич
Владимир Николаевич Заблоцкий (17 декабря 1939 — 6 августа 2020 , Минск) — белорусский политик, депутат Верховного Совета Беларуси 12 созыва. Член фракции Оппозиции БНФ. Кандидат технических наук. В Верховном совете 12-го созыва состоял в фракции Оппозиция Белорусского народного фронта.

## Биография
Родился 17 декабря 1939 года.
Закончил Московский энергетический институт. До 1990 года работал начальником отдела Научно-исследовательского института электронных вычислительных машин. Состоял КПСС. В конце 80-х покинул Коммунистическую парию и присоединился к Белорусскому народному фронту.
С 1990 года депутат Верховного Совета Беларуси. Заместитель председателя комиссии по науке и научно-техническому прогрессу, член Комиссии ВС по экономическим реформам, достижению экономической самостоятельности и суверенитета. Принадлежал к Оппозиции Белорусского народного фронта. Ему принадлежала одна со ключевых роль в создании экономических концепций и законопроектов, которые оппозиция БНФ вносила на рассмотрение сессий Верховного Совета. С 20 июля 1990 года — член Конституционной комиссии. Несмотря на прокоммунистические настроения большей части депутатов, многие идеи БНФ были приняты. Участвовал в подготовке и принятии Декларации о государственном суверенитете Беларуси и подготовке законопроектов на внеочередной сессии Верховного Совета 24-25 августа 1991 г., на которой Беларусь провозгласила независимость.
Являлся главным кандидатом на должность премьер-министра в случае победы Зенона Позняка на выборах Президента 1994 года.
В апреле 1995 года Владимир Заблоцкий участвовал в голодовке депутатов оппозиции БНФ против инициативы новоизбранного Президента Беларуси Александра Лукашенко референдума о изменении государственной символики, лишении белоруской языка статусе единственной государственной, праве Президента распускать Верховный Совет и экономической интеграции с Россией. 13-14 апреля 1995 г. участвовал в процессе в Конституционном суде, на котором оппозиция БНФ обвинила президента Лукашенко в монополизации СМИ.
Умер 6 августа 2020 года в Минске.

## Взгляды и оценка деятельности
Владимир Заблоцкий утверждал, что главное с того, что было сделано в начале 1990-х, — достижение независимости Беларуси и создание государства.
В 2010 году Зенон Позняк вспоминал в своих мемуарах Владимира Заблоцкого следующим образом:

Член фронта из категории наших старейших депутатов. Он хорошо знал экономику и был генератором многих экономических программных идей оппозиции. Солидный человек, но, как и все во фронте, веселый и без всякой заносчивости (этим, кстати, наши депутаты резко отличались от некоторых представителей коммунистической номенклатуры). Заблоцкий был премьер-министром теневого правительства оппозиции БНФ и нашим первым кандидатом в премьер-министры в случае нашей победы на выборах 1994 года. (Второй кандидат — эти планы я не раскрывал — был Юрий Беленький, третьим — Геннадий Карпенко, который сам мне это предложил.)Оригинальный текст (бел.)Сябра з катэгорыі нашых старэйшых дэпутатаў. Добра ведаў эканоміку, быў генератарам многіх эканамічных праграмных ідэй Апазыцыі. Чалавек салідны, але, як усе ў нашай Апазыцыі, вясёлы і без ніякага чванства (гэтым, дарэчы, нашыя дэпутаты рэзка адрозьніваліся ад некаторых суб’ектаў камуністычнай намэнклятуры). Заблоцкі быў прэмер-міністрам Ценявага Ўраду Апазыцыі БНФ і першай нашай кандыдатурай на кіраўніка Ўраду ў выпадку нашай перамогі на выбарах у 1994 годзе. (Другой кандыдатурай – гэтыя пляны я не раскрываў – быў Юры Беленькі, трэцяй – Генадзь Карпенка, які сам мне тое прапанаваў.)

## Награды
- Медаль «100 лет БНР» (2018, Рада Белорусской народной республики)[5].